# La Huerta, San Miguel de Allende
La Huerta är en ort i Mexiko.   Den ligger i kommunen San Miguel de Allende och delstaten Guanajuato, i den centrala delen av landet, 230 km nordväst om huvudstaden Mexico City. La Huerta ligger 1 830 meter över havet och antalet invånare är 861.
Terrängen runt La Huerta är huvudsakligen kuperad, men norrut är den platt. La Huerta ligger nere i en dal. Runt La Huerta är det ganska tätbefolkat, med 134 invånare per kvadratkilometer. Närmaste större samhälle är San Miguel de Allende, 13,7 km nordost om La Huerta. I omgivningarna runt La Huerta växer huvudsakligen savannskog.